# Dominic Polcino
Dominic Polcino (* 13. února 1964) je americký režisér animace, který pracoval na seriálech Simpsonovi, Mission Hill, Tatík Hill a spol. a Griffinovi. Polcino pracoval na 1. řadě Griffinových, poté odešel režírovat Tatíka Hilla a spol. a následně se vrátil ke Griffinovým. Polcino pracuje jako režisér seriálu Rick a Morty a vytvořil televizní pilotní film Lovesick Fool, který debutoval na webu Funny Or Die. Jeho bratr Michael Polcino je režisérem Simpsonových.

## Režijní filmografie

### DílySimpsonových
7. řada
- Poslední šance Leváka Boba

8. řada
- Bart po setmění
- Psí pozdvižení

9. řada
- Lízin saxofon
- Bart hvězdou
- Jak napálit pojišťovnu

10. řada
- Školní večírek

### DílyTatíka Hilla a spol.
3. řada
- Pretty, Pretty Dresses

4. řada
- Bill of Sales

5. řada
- Peggy Makes the Big Leagues
- Now Who's the Dummy?

6. řada
- Joust Like a Woman
- Beer and Loathing

7. řada
- The Son Also Roses
- Pigmalion
- Vision Quest

8. řada
- Reborn to be Wild
- After the Mold Rush
- DaleTech

9. řada
- Enrique-cilable Differences
- Mutual of Omabwah

10. řada
- Bystand Me
- Hank Fixes Everything (with Ronald Rubio)

### DílyGriffinových
1. řada
- Bumtarata smrt

4. řada
- Ženichu, polibte… ženicha

5. řada
- Peter, Bill, Lois a ti druzí

6. řada
- Griffinovi ve Star Wars
- Dlouhán Peter

8. řada
- Griffinovi vrací úder

9. řada
- Jeden z nich je vrah
- Teorie velkého třesku

### DílyRicka a Mortyho
2. řada
- Mortyho noční běh a útulek pro Jerryho
- Rickové musí být šílení
- Podívej kdo je teď vykuchán

3. řada
- Zvedání kamenů
- Povídky z citadely